# Cerkiew Narodzenia Najświętszej Maryi Panny w Krzywczy
Cerkiew Narodzenia Najświętszej Maryi Panny w Krzywczy – murowana parafialna cerkiew greckokatolicka, znajdująca się w Krzywczy.

## Historia
Zbudowana na miejscu starszej, drewnianej cerkwi z 1841, która spłonęła w roku 1906. Cerkiew została oddana do użytku w 1911. Po wojnie użytkowana jako magazyn, obecnie opuszczona.
Parafia należała do greckokatolickiego dekanatu pruchnickiego. Należały do niej również filialne cerkwie w Reczpolu, Średniej i Woli Krzywieckiej.

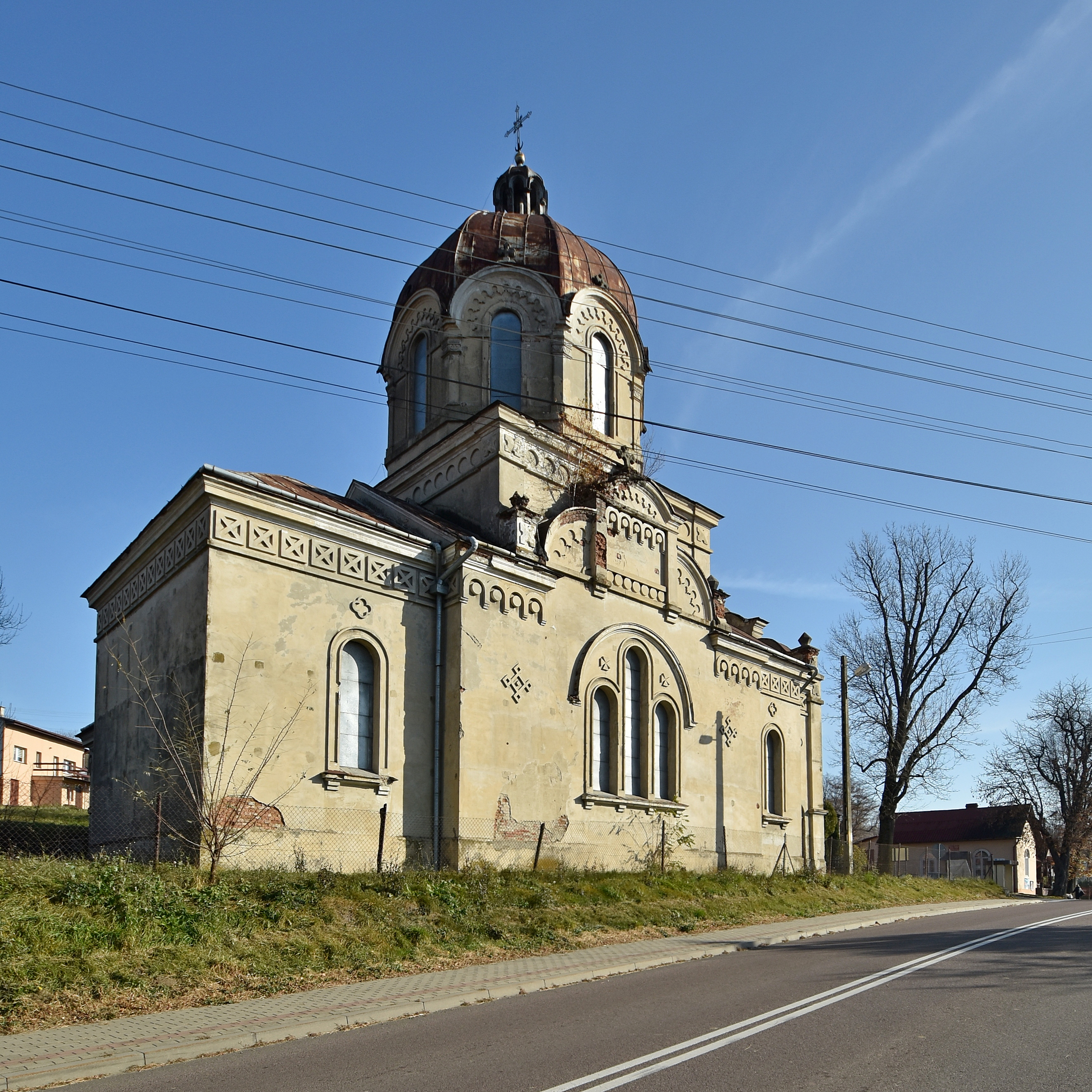
Widok od prezbiterium
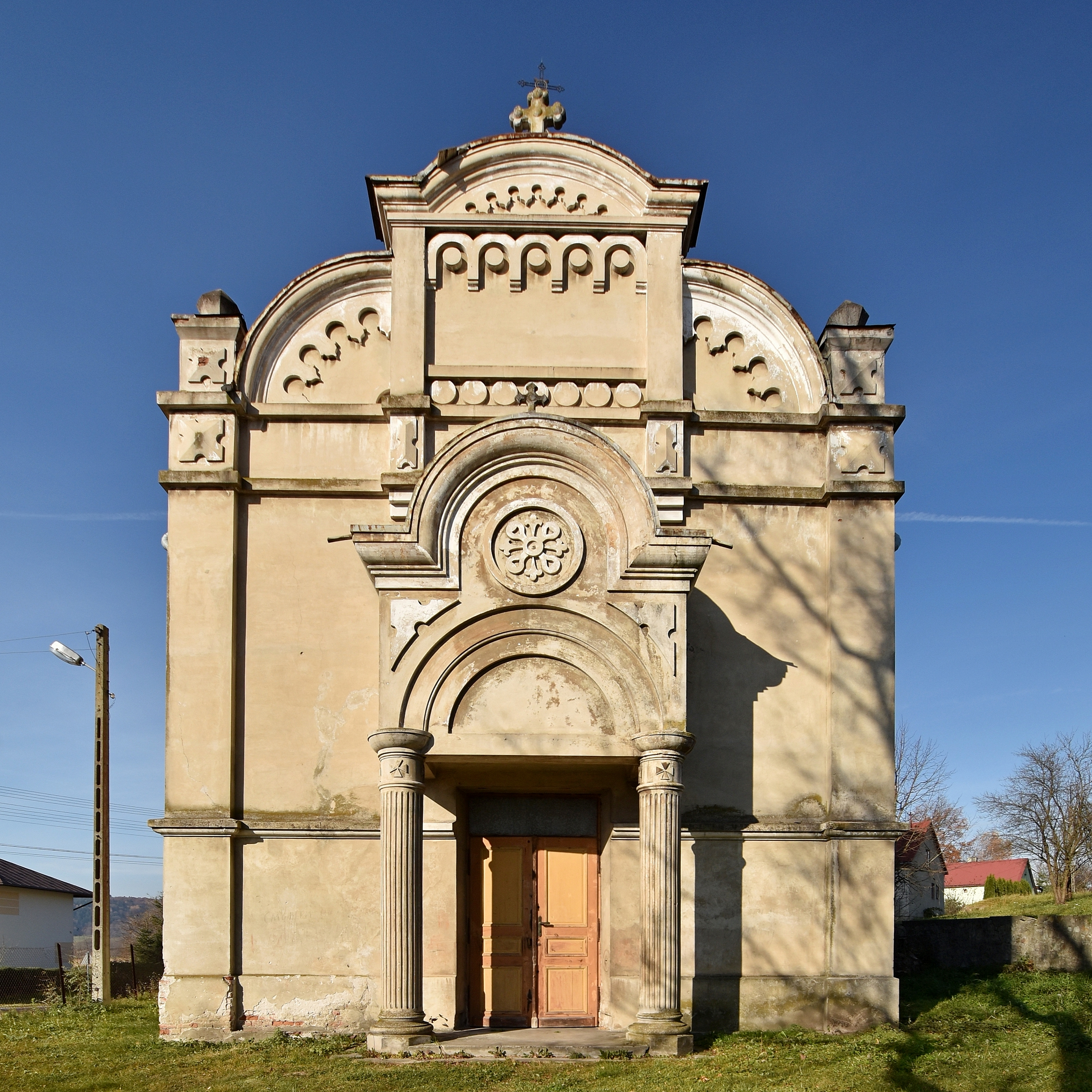
Elewacja frontowa
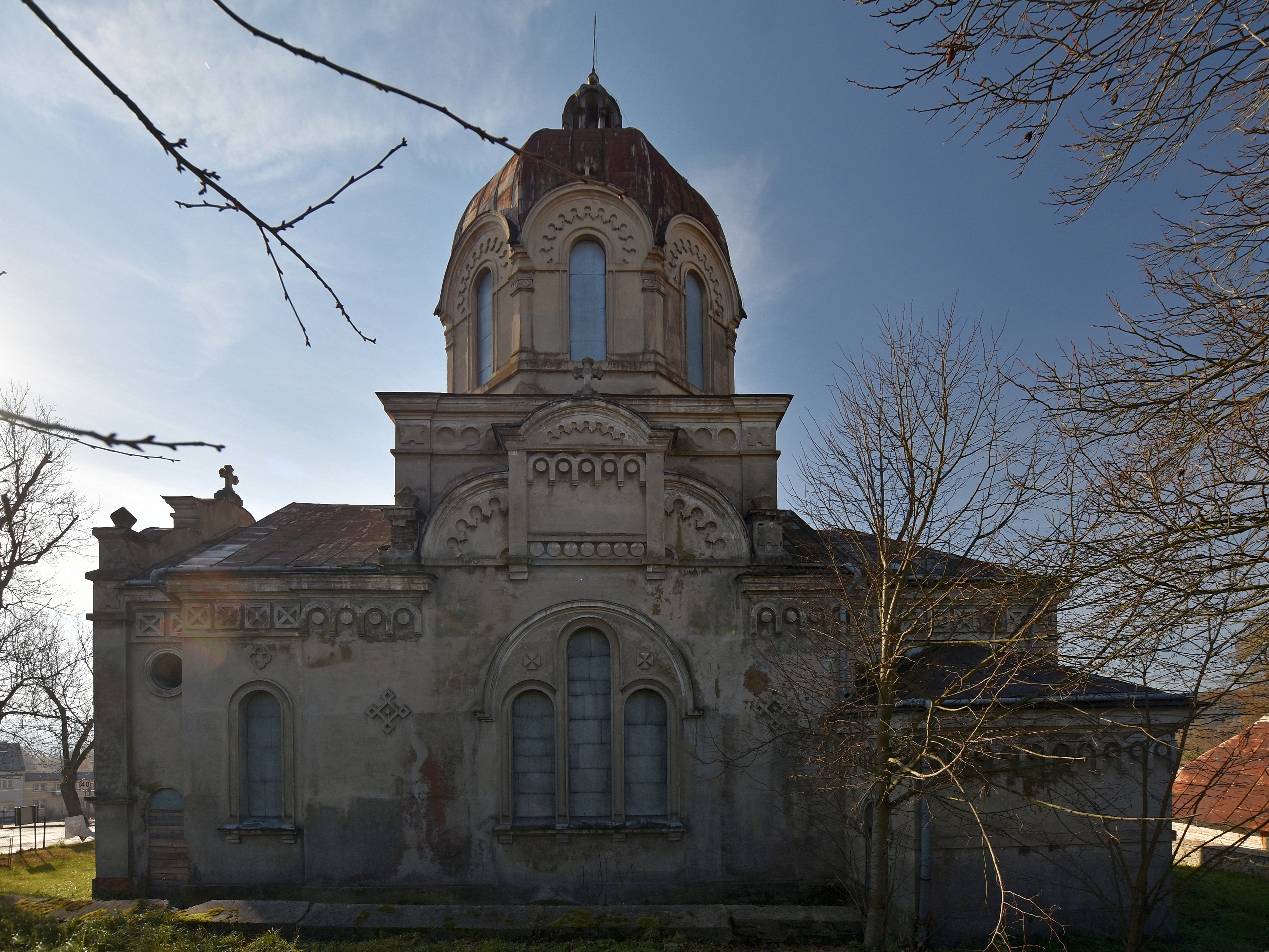
Elewacja północna